# Tajvanski oblačasti leopard
Tajvanski oblačasti leopard (Neofelis nebulosa brachyurus), jedna od tri podvrste oblačastih leoparda, koji se vode kao izumrli, ali je moguće da još postoje živi primjerci ove životinje koja je nekada lutala nizinama Tajvana. 
Jedan primjerak bio je snimljen 1983. godine na planini Dawu u okrugu Taitung na jugu Tajvana.